# International Council of Community Churches
International Council of Community Churches (ICCC) ist ein Zusammenschluss christlicher Kirchengemeinden von ökumenisch kooperierenden Mainline-Protestanten und unabhängigen Katholiken. Sie ist die Hauptorganisation der Community-Church-Bewegung. Sie entstand im Jahr 1950 aus einem Zusammenschluss zweier anderer Kirchen, einer mit mehrheitlich weißer und einer mit mehrheitlich farbiger Mitgliedschaft.
Sie sieht ihre wichtigsten Ziele in der Unterstützung der angeschlossenen Gemeinden und ihrer Ermutigung zu ökumenischen Aktivitäten. Weitere Ziele sind die Bekämpfung von Rassismus und anderen Vorurteilen sowie die christliche Auseinandersetzung mit den Bedrohungen von Krieg und Armut.
Ihr höchstes Gremium ist eine einmal jährlich zusammentretende Konferenz, zu der jede Mitgliedsgemeinde zwei Delegierte entsendet, von denen einer ein Geistlicher sein kann. Im Jahr 2006 waren 166 Gemeinden mit 110.000 Mitgliedern in der ICCC zusammengeschlossen.
Der Sitz der ICCC befindet sich in Frankfort, Illinois, Vereinigte Staaten.
Die ICCC ist Vollmitglied in der Churches Uniting in Christ, dem Nationalen Kirchenrat in den Vereinigten Staaten und dem Weltkirchenrat.